# (25588) 1999 XW230
(25588) 1999 XW230 est un astéroïde de la ceinture principale d'astéroïdes de 4,437 km de diamètre découvert en 1999.

## Description
(25588) 1999 XW230 a été découvert le 7 décembre 1999 à la Station Catalina, un observatoire astronomique situé dans les Monts Santa Catalina à environ 29 kilomètres au nord-est de Tucson dans l'Arizona, par le projet Catalina Sky Survey.

### Caractéristiques orbitales
L'orbite de cet astéroïde est caractérisée par un demi-grand axe de 2,56 UA, un périhélie de 2,010 UA, une excentricité de 0,18 et une inclinaison de 15,64° par rapport à l'écliptique. Du fait de ces caractéristiques, à savoir un demi-grand axe compris entre 2 et 3,2 UA et un périhélie supérieur à 1,666 UA, il est classé, selon la JPL Small-Body Database, comme objet de la ceinture principale d'astéroïdes.

### Caractéristiques physiques
(25588) 1999 XW230 a une magnitude absolue (H) de 14,2 et un albédo estimé à 0,271, ce qui permet de calculer un diamètre de 4,437 km. Ces résultats ont été obtenus grâce aux observations du Wide-Field Infrared Survey Explorer (WISE), un télescope spatial américain mis en orbite en 2009 et observant l'ensemble du ciel dans l'infrarouge, et publiés en 2011 dans un article présentant les premiers résultats concernant les astéroïdes de la ceinture principale.